# Вонґродно (Новодворський повіт)
Вонґродно (пол. Wągrodno) — село в Польщі, у гміні Насельськ Новодворського повіту Мазовецького воєводства. Населення — 98 осіб (2011).
У 1975—1998 роках село належало до Цехановського воєводства.

## Демографія
Демографічна структура станом на 31 березня 2011 року:
|          | Загалом | Допрацездатний вік | Працездатний вік | Постпрацездатний вік |
| -------- | ------- | ------------------ | ---------------- | -------------------- |
| Чоловіки | 56      | 17                 | 29               | 10                   |
| Жінки    | 42      | 7                  | 25               | 10                   |
| Разом    | 98      | 24                 | 54               | 20                   |